# Oreonetides quadridentatus
Oreonetides quadridentatus là một loài nhện trong họ Linyphiidae.
Loài này thuộc chi Oreonetides. Oreonetides quadridentatus được Jörg Wunderlich miêu tả năm 1972.